# Southpark Meadows
Southpark Meadows ist ein Einkaufszentrum in Austin, Texas.

## Gebäude
Das Gebäude wurde Anfang der 1980er Jahre erbaut und im Jahr 1983 eröffnet. Der Gebäudekomplex besteht aus einem Einkaufszentrum, mehreren Kinos und einigen Parkanlagen. Außerdem ist das Einkaufszentrum mit einer gleichnamigen Halle mit einer maximalen Zuschauerkapazität von 9.000 Plätzen für Konzertveranstaltungen und Theateraufführungen verbunden. In der Halle traten unter anderem auch schon international bekannte Künstler der Musikbranche wie U2, The Police, Crosby, Stills & Nash, The Band, Willie Nelson, Neil Young, Eric Clapton, Johnny Cash, Metallica, Aerosmith, Pearl Jam, R.E.M., Van Halen, Ozzy Osbourne, Dave Matthews Band, Lenny Kravitz, Def Leppard, Sting, Alanis Morissette, Rage Against the Machine und Bonnie Raitt auf.